# Alchemilla irenae
Alchemilla irenae é uma espécie de rosácea do gênero Alchemilla, pertencente à família Rosaceae.